# Bitwa pod Iwaszczukami
Bitwa pod Iwaszczukami – walki oddziałów 18 Dywizji Piechoty z jednostkami 1 Armii Konnej Siemiona Budionnego w okresie wojny polsko-bolszewickiej.

## Walki dywizji
Tworząca lewe skrzydło 6 Armii  Grupa gen. Franciszka Krajowskiego rozpoczęła 23 lipca 1920 natarcie z rejonu Radziwiłłowa w kierunku północnym. Jego celem było odrzucenia oddziałów 1 Armii Konnej Siemiona Budionnego i nawiązania łączności z 3 Dywizja Piechoty Legionów – prawoskrzydłową wielką jednostką 2 Armii. W związku z tym, że 3 DPLeg. nie zdołała zakończyć przygotowań w nakazanym terminie i 18 Dywizja Piechoty znalazła się osamotniona wobec kawalerii Budionnego, gen. Krajowski wydał 24 lipca rozkaz odwrotu do Radziwiłłowa. XXXV Brygada Piechoty pod dowództwem płk. Jana Szyszkowskiego, po niepomyślnych walkach pod Boratynem, rozpoczęła odwrót w kierunku linii kolejowej Brody – Radziwiłłów – Dubno. W jej składzie walczyły: dwubatalionowe 42 i 144 pułki piechoty, 9 pułk strzelców granicznych, szwadron 6 pułku ułanów, szkolny dywizjon artylerii oraz pięć baterii 18 pułku artylerii polowej.
Oddziały XXXV Brygady Piechoty wycofywały się w nieładzie spod Zabokrzyk w kierunku na Iwaszczuki. Tabory wymieszały się z pododdziałami słabo wyszkolonego 9 psgran. oraz części 42 pułku piechoty. We wsi znalazł się także sztab brygady, który usiłował opanować rosnący we wsi chaos. Niezdemoralizowany 144 pułk piechoty, I/42 pułku piechoty i artyleria obsadziły wzgórza na południe i zachód od Iwaszczuk i zatrzymały pościg kawalerii.
Wówczas kawaleria bolszewicka zastosowała manewr obejścia i uderzyła skutecznie od południowego zachodu. Do niewoli dostał się cały sztab brygady. W ręce bolszewików wpadły tabory brygadowe. 
Będący na pozycjach obronnych 144 pułk piechoty i I/42 pp na własną rękę rozpoczęły odwrót. Brakowało jednolitego dowodzenia. Resztki brygady dotarły do Sitna i wzdłuż torów kolejowych ruszyły na Radziwiłłów. Tu na cofające się oddziały uderzyła sowiecka 14 Dywizja Kawalerii. Uderzenia nie wytrzymał 144 pułk piechoty. Żołnierzy ogarnęła panika. Od zniszczenia ocalił uchodzącą bezładnie piechotę pociąg pancerny „Pionier”, który nadjechał na pole bitwy w okolice Michajłówki i ogniem swoich dział zatrzymał sowiecką kawalerię. Wokół „Pioniera” powstał ośrodek oporu, umożliwiający uporządkowanie oddziałów.
Czoło XXXV BP, które uniknęło uderzenia kawalerii, pod Krupcem wpadło na straż tylną XXXVI Brygady Piechoty. Panikę i chaos siłą musiała likwidować ariergarda – II/49 pułku piechoty, który stanął frontem do uciekających z bagnetami na broni. Kilka minut później straż tylną zaatakowały oddziały sowieckiej 4 Dywizji Kawalerii. Na moście w Krupcu powstał zator z wozów taborowych, a przeciwnik, wykorzystując zamieszanie, ustawił karabiny maszynowe w odległości kilkuset metrów od wioski i otworzył ogień na most. Położenie uratowała obsługa 2/18 pap, która zdołała odprzodkować działa i zniszczyła gniazda broni maszynowej. Wówczas III/49 pp kontratakiem zmusił kawalerię do odwrotu. 49 pp utrzymał Krupiec do czasu zorganizowania obrony Radziwiłłowa.

## Epilog
Klęska XXXV Brygady Piechoty poważnie osłabiła 18 Dywizję Piechoty. Z 9 pułku strzelców granicznych wróciło 160 żołnierzy, z 42 pułku piechoty około 300, ze 144 pułku piechoty około 400. Stracono ponad 1000 żołnierzy, 14 lub 15 dział, kilkadziesiąt cekaemów.. Najmniejsze straty poniósł 6 p uh, nie zaangażowany bezpośrednio w walce. Do niewoli dostali się: dowódca XXXV BP płk Jan Szyszkowski, dowódca 18 pap ppłk Aleksander Strzemiński, dowódca 42 pp mjr Karol Zagórski, cały sztab XXXV BP, oraz szereg oficerów 42 pp i 144 pp. 18 Dywizja Piechoty była chwilowo niezdolna do poważnej walki.